# Albert Hammond junior

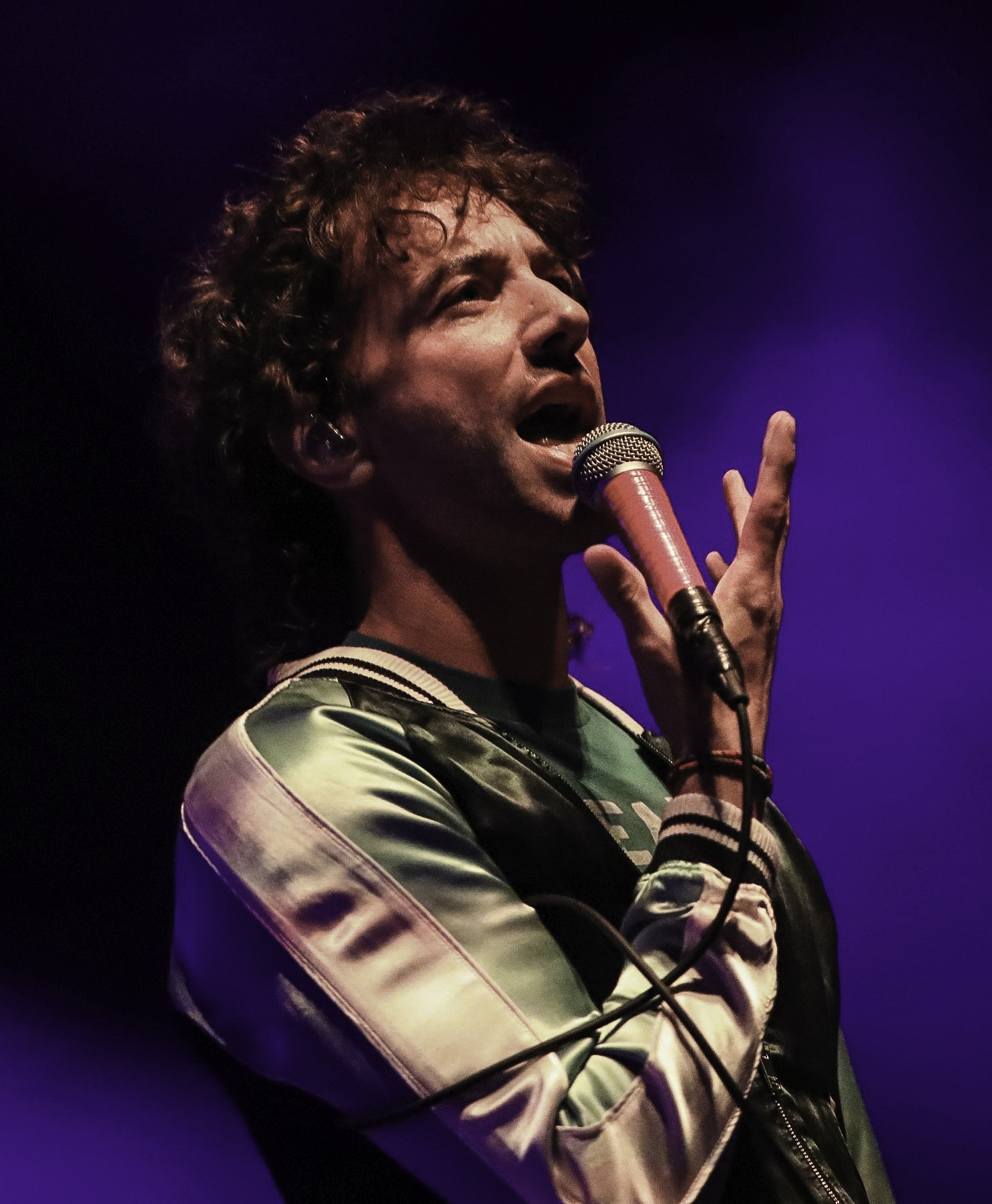
Albert Hammond Jr. (2018)

Albert Hammond junior (* 9. April 1980 in Los Angeles) ist ein US-amerikanischer Musiker und Songwriter. Neben seinen Soloaktivitäten als Sänger ist er auch Gitarrist der Band The Strokes.

## Leben

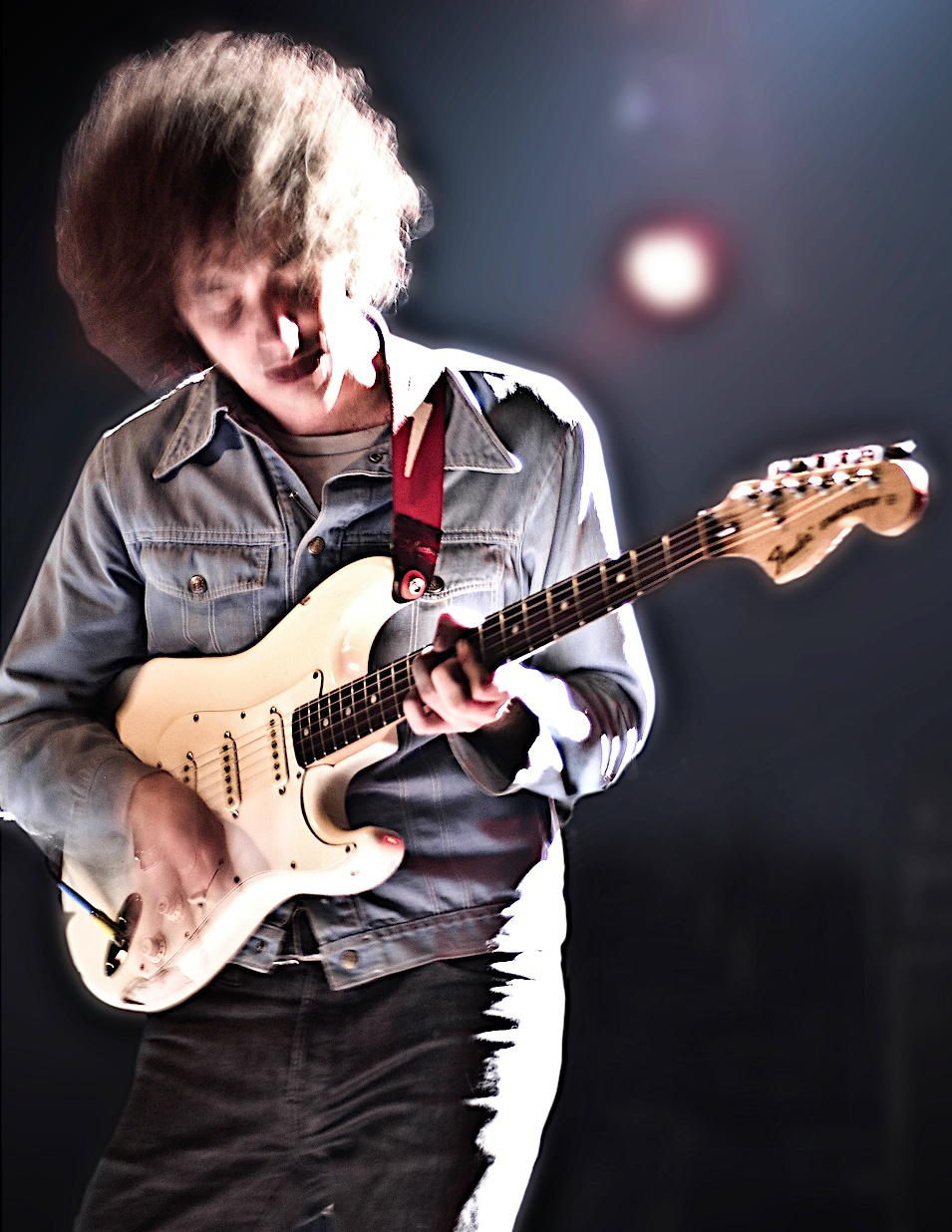
Albert Hammond Jr. (2007)

Hammond wurde 1980 in Los Angeles als Sohn des Singer-Songwriters Albert Hammond geboren. Erste Bekanntschaft mit Julian Casablancas, dem späteren Sänger der Strokes, machte er im Alter von 13 Jahren an der Schweizer Eliteschule Le Rosey. Als er diesen 1998 in New York wiedertraf, kam es mit ihm, seinen ehemaligen Schulfreunden Nick Valensi, Nikolai Fraiture und Fabrizio Moretti zur Gründung von The Strokes. Hammond spielt bei den Strokes in der Regel die Rhythmusgitarre und übernimmt nur in wenigen Songs, wie z. B. in Last Nite, die Leadgitarre.
Im Oktober 2006 erschien beim Label Rough Trade sein erstes Soloalbum Yours to Keep, darauf sind neben dem Bandkollegen Casablancas auch Sean Lennon und Ben Kweller vertreten. Am Schlagzeug saß Matt Romano, den Bass spielte Josh Lattanzi. Die erste Single Everyone Gets a Star war ab September bei iTunes erhältlich. Ende Oktober 2007 begann Hammond Jr. mit den Studioaufnahmen für sein zweites Soloalbum ¿Cómo te llama?, das im Juli 2008 veröffentlicht wurde. Anschließend trat er bei den europäischen Konzerten von Coldplays „Viva La Vida“-Tour im Vorprogramm auf.
2013 nahm Hammond Jr. die EP AHJ mit den fünf Tracks St. Justice, Strange Tidings, Carnal Cruise, Rude Customer und Cooker Ship auf. Ende Juli 2015 veröffentlichte er sein drittes Studioalbum mit dem Titel Momentary Masters. Die Single Losing Touch findet Verwendung im Videospiel Forza Horizon 3. Im März 2018 folgte das vierte Studioalbum Francis Trouble, veröffentlicht beim Label Red Bull Records.

## Diskografie

### Alben
- Yours to Keep (2006; cratchie/New Line (US), Rough Trade (UK/EUR))
- Cómo te llama (2008; cratchie/New Line (US), Rough Trade (UK/EUR))
- AHJ (EP, 2013; cratchie/New Line (US), Rough Trade (UK/EUR))
- Momentary Masters (2015; Vagrant (US), Rough Trade (UK/EUR))
- Francis Trouble (2018; Red Bull Records)
- Melodies on Hiatus (2023; Red Bull Records)

### Singles
- 101 (2006; cratchie/New Line (US) - Rough Trade (UK/EUR))